# Erodium glandulosum
Erodium glandulosum är en näveväxtart. Erodium glandulosum ingår i släktet skatnävor, och familjen näveväxter.

## Underarter
Arten delas in i följande underarter:
- E. g. glandulosum
- E. g. paularense